# Octavio "Cookie" Rojas
Octavio Víctor Rojas Rivas, más conocido como Cookie Rojas nació en La Habana (Cuba) el 6 de marzo de 1939. Es un cubano Exjugador de la liga de béisbol, mánager y entrenador de larga trayectoria. Aparece frecuentemente en la sección de deportes de la televisión como comentarista. Jugó en el béisbol de las Ligas Mayores como segunda base y jardinero para Cincinnati Reds, Philadelphia Phillies, St. Louis Cardinals y Kansas City Royals. Con 1.75 de estatura y un peso de 73 kg fue jugador nominado en cinco Juegos de Estrellas, bateaba y lanzaba a la derecha. También participó en las ligas de béisbol caribeño, principalmente en Venezuela, donde vistió la camiseta de los Leones del Caracas como jugador activo y más tarde como dirigente de los Navegantes del Magallanes. Asistió al Juego de Estrellas por cinco ocasiones como jugador. En sus días de jugador
medía 1.78 m de estatura, 73 kg de peso y bateaba y fildeaba con la mano derecha.
Es comentarista en español de los Miami Marlins en TV.

## Primeros años y las ligas menores
Jugador de béisbol pese a la objeción de su padre que quería que fuera un doctor, Rojas firmó su primer contrato profesional de béisbol con la organización de Cincinnati Reds a los 17 años, como jugador amateur libre antes del inicio de la campaña de 1956, siendo enviado al equipo del nivel D, the West Palm Beach Sun Chiefs que participaba en la Liga del Estado de Florida. De 1957 a 1959, mostró progresos a través del equipo de liga menor de los Reds, jugando para Wausau Lumberjacks en el nivel C de la Liga del Noreste en 1957, the Savannah Redlegs en la Single A Sally League en 1958 antes de llegar a su casa y jugar para the Havana Sugar Kings en la Liga Internacional Triple AAA. Sus grandes avances a través del sistema de sucursales de los Reds eran evidentes no así su promedio de bateo el cual caía cada año entre 1956 y 1960 saliendo finalmente de ese marasmo bateando .225. Tenía además un gran fildeo pero los directivos de los Reds no estaban muy seguros que el pudiera batear si jugaba regularmente en las Ligas Mayores. Por esto permaneció tres temporadas en triple A jugando para Havana y the Jersey City Jerseys donde continuó teniendo un pobre bateo que lo bloqueo para jugar en las Ligas Mayores con el equipo grande, dada que la segunda base estaba ocupada por el All Stars Johnny Martin, Billy Martin y Don Blasingame. 

## Carrera en las Ligas Mayores

### Debut con los Reds
Rojas pudo finalmente jugar con los Reds al inicio de la temporada de 1962 teniendo su debut en las Ligas Mayores el 10 de abril. Continuó mostrando un poco de mejor bateo llegando a tener un promedio de .221 con dos hits extrabases en 78 turnos al bate, por lo cual fue enviado al equipo de triple AAA Dallas-Fort Worth Rangers terminando ahí la temporada.

### Con Philadelphia Phillies
Después de la temporada 1962, fue cambiado a los Philadelphia Phillies por el pitcher de relevo Jim Owens. Con los Phillies estaba con el segunda base All-Start el cubano Tony Taylor. Rojas había visto lo último en las ligaas menores y sería el suplente en 27 juegos en 1963. Al paso del tiempo fue el segunda base titular con los Phillies en 1965. Llegó a jugar todas las posiciones del equipo, incluyendo cátcher y pitcher, porque quería saber si podría jugar en ese tiempo en los jardines y en el shortstop además de la segunda base. Consiguió jugar más y mejorar su bateo llegando a tener un promedio de .291 en 1964 y el más alto en su carrera de .303 en 1965, cuando fue nominado a su primer Juego de Estrellas. Como Phillie, Rojas hizo una mancuerna estelar de doble play con Bobby Wine, combinación que los aficionados comenzaron a nombrar "The Plays of Wine and Rojas,” (las jugadas de vino y rojas), tomada de la canción "The Days of Wine and Roses" ("Los días de vino y rosas").
Siguiendo a la temporada de 1969, en la cual bateó .228, y la aparición del prospecto Denny Doyle el cual estaba en la liga menor triple A con un formidable promedio de bateo de .310, los Phillies decidieron subirlo al equipo grande y para hacerle un lugar fue cambiado el primera base Dick Allen y el pitcher derecho Jerry Johnson a los St. Louis Cardinals por el jardinero central Curt Flood, el cácher Tim McCarver, el jardinero Byron Browne y el pitcher zurdo Joe Hoerner, cambios realizados antes de que apareciera la agencia libre de jugadores en el Béisbol de las Ligas Mayores. Eran cambios que se usaban en ese tiempo, involucrados varios jugadores entre dos o tres equipos.

### Enviado a St. Louis Cardinals
Por ese tiempo los Phillies cambiaron a Rojas también a los Cardinals en 1970, con el menor poder de bateo en su carrera con .106 que originó que entrenara y tuviera sesión de bateo en el mes de junio. 

### A Kansas City Royals
Pero St Louis lo cambio a Kansas City Royals, equipo de la Liga Americana por el jardinero y tercera base Fred Rico eñ 13 de junio. Kansas City era un equipo que tenía su segundo año de existencia, quería una presencia veterana en el infield y el despege de la carrera de Rico, los Royals ganaron un jugador que sería su hombre en la segunda base por las siguientes ocho temporadas con aparición en cuatro juegos de estrellas consecutivos de 1971 a 1974.
En abril de 1970, los noticieros mencionaron por error que Rojas estaba grave por lesiones en un accidente automovilístico. El accidente existió pero el lesionado fue el exjugador Minnie Rojas. En el Juego de Estrellas de 1972 celebrado en Atlanta, Georgia, bateo un jonrón impulsando dos carreras en el octavo inning, siendo esta la primera ocasión que un jugador no nacido en los Estados Unidos había dado de jonrón en el Clásico de la mitad del verano.
Siendo favorito de los aficionados, perdió su trabajo como el segunda base titular de los Royals, cuando llegó Frank White en 1976, más joven que el veterano Rojas de 37 años con un bateo y fildeo mejor que Rojas. Permaneció en el equipo dos años más, dado que fue utilizado como utility (jugador que puede jugar varias posiciones), como jugador de la primera, segunda y tercera base y como bateador designado. Después de ser liberado por el equipo al final de la temporada 1977, estuvo al margen en 1978. 

### Su último equipo: Chicago Cubs
Firmó con los Chicago Cubs el 1° de septiembre pero no participó en ningún juego con el equipo y se retiró del béisbol.
Rojas ocupa el segundo lugar en la lista de jugadores con más juegos jugados en la segunda base con 789 con los Royals, detrás de Frank White.

## Carrera como entrenador
Después de su carrera como jugador fue entrenador y buscador (scout) de talento para varios equipos. En 1988, fue el tercer mánager cubano en la historia de las ligas mayores cuando tomó el control de California Angels llevando al equipo al cuarto lugar con un récord de 75-79 después de ser reemplazado por Moose Stubing por ocho juegos en la temporada (con los Angeles se habían perdido los ocho juegos). En 1996 fue mánager por un juego con Florida Marlins después de que el mánager Rene Lechemann fue despedido antes que John Boles terminará la temporada con los Marlins.
Durante los play-offs de 1999, fue entrenador de la tercera base para the New York Mets. fue suspendido por cinco juegos por intervenir en una reyerta con el ampayer Charlie Williams mientras discutía la apreciación en batazo de faul. Rojas también estuvo como entrenador de la tercera base durante la temporada del 2000, apareciendo en la Serie Mundial del 2001 y siendo el entrenador de la banca con Toronto Blue Jays siendo además mánager interino por 4 juegos en el 2001.
Para la temporada del 2002, fue entrenador de la tercera para Toronto Blue Jays

### Vida personal
Rojas tiene un hijo, Víctor el cual es locutor de jugada tras jugada par los Angeles Angels. Su segundo hijo, Mike, es mánager de ligas menores y exentrenador del bullpen de Detroit Tigers y Seattle Mariners.
Regularmente Cookie Rojas trabaja para los Marlines como locutor en español. También trabaja como miembro del Equipo de  Asistencia para el Béisbol una organización sin fines de lucro dedicada a financiar y dar ayuda médica a exjugadores de las Ligas Mayores, Ligas Menores y Ligas Negras.
En el año 2011 fue inducido al Museo de la Fama del Béisbol de la Herencia Hispánica
- Esta obra es traducción del artículo original en inglés de Wikipedia en ese idioma.

- Datos: Q5167088